# Julian Lloyd Webber
Julian Lloyd Webber, né le 14 avril 1951, est un violoncelliste britannique.
Il est le deuxième fils du compositeur William Lloyd Webber et le frère du compositeur Andrew Lloyd Webber.
Julian a étudié à l'école royale de musique de Londres et avec Pierre Fournier à Genève.

## Carrière
Julian Lloyd Webber a travaillé avec de nombreux musiciens tels que Yehudi Menuhin, Lorin Maazel, Neville Marriner, Georg Solti, Esa-Pekka Salonen, Peter Skellern, Stephane Grappelli, Philip Glass, Elton John, et Cleo Laine.
Il a créé plus de 50 œuvres avec des compositeurs tels que  Malcolm Arnold, Joaquín Rodrigo, James MacMillan, Philip Glass, Gavin Bryars et Michael Nyman (pour un double concerto pour violoncelle et saxophone).
Il a interprété des œuvres de son frère; dont l'enregistrement Phantasia, basé sur le Phantom of the Opera avec la violoniste Sarah Chang sur l'album "Unexpected Songs".
Le 28 avril 2014, il annonce qu'il ne jouera plus en public à cause d'une hernie discale, laquelle limite les mouvements de son bras droit.[réf. nécessaire] Sa dernière apparition en public comme violoncelliste fut le 2 mai 2014 au Forum Theatre, à Malvern, avec le English Chamber Orchestra.

## Engagements
Lloyd Webber est également considérablement impliqué dans l'éducation musicale.
En 2008, le gouvernement britannique a invité Lloyd Webber à être Président de 'In Harmony', influencé par le programme social vénézuélien 'EL Sistema'. En juillet 2011, maestro José Antonio Abreu, fondateur de 'El Sistema' au Venezuela, a identifié 'In Harmony' en tant qu'élément du réseau mondial d'El Sistema. Depuis lors, le programme a changé le nom en 'In Harmony • Sistema Angleterre'. En novembre 2011 le gouvernement britannique a annoncé le développement de 'In Harmony' à travers le financement croissant de l'Angleterre à partir du département pour l'éducation et ajouté le financement à partir du Conseil Angleterre d'arts de 2012 à 2015.
En Lloyd 1998 Webber a reçu 'The Crystal Award' au forum économique du monde.
En mai 2009, Lloyd Webber a été élu président de la société d'Elgar.

## Instrument
Julian joue sur le violoncelle Barjansky Stradivarius fabriqué en 1690.

## Vie privée
Lloyd Webber a un fils, David (né en 1992 à Hammersmith, Londres), de son mariage avec Zohra Mahmoud Ghazi, une petite-nièce du roi afghan Zahir Shah. Il a épousé la violoncelliste Jiaxin Cheng en 2009 et ils ont une fille, Jasmine Orienta, née le 14 juin 2011.

## Enregistrements

### Œuvres orchestrales
- Frank Bridge Oration (1976)
- Lalo Concerto pour violoncelle (1982)
- Delius Concerto pour violoncelle (1982)
- Joaquín Rodrigo Concierto Como Un Divertimento (1982)
- Haydn Concertos pour violoncelle Nos.1 and 2 (1983)
- Elgar Concerto pour violoncelle (1985)
- Victor Herbert Concerto pour violoncelle No.2 (1986)
- Arthur Sullivan Concerto pour violoncelle (1986)
- Antonín Dvořák Concerto pour violoncelle (1988)
- Arthur Honegger Concerto pour violoncelle (1990)
- Saint-Saëns Concerto pour violoncelle No. 1(1990)
- Tchaikovsky Variations sur un thème Rococo(1991)
- Nikolaï Miaskovski Concerto pour violoncelle 1991)
- Gavin Bryars Concerto pour violoncelle (1994)
- Benjamin Britten Symphonie avec violoncelle (1995)
- William Walton Concerto pour violoncelle (1995)
- Nyman Concerto pour violoncelle, Saxophone et orchestre (1996)
- Granville Bantock Sapphic Poem (1999)
- Philip Glass Cello Concerto (2003)
- Andrew Lloyd Webber Phantasia album pour violon, violoncelle et orchestre (2004)
- Concerto pour violoncelle Romantique (2009)

### Orchestre de Chambre
- Fricker Sonate pour violoncelle (1976)
- Ireland Complete Piano Trios (1976)
- Webber Variations (1977)
- Britten troisième Suite pour violoncelle (1979)
- Debussy Sonate pour violoncelle (1979)
- Ireland Cello Sonata (1979)
- Rachmaninov Cello Sonata (1979)
- Arnold Fantasia pour violoncelle (1986)
- Rawsthorne Sonate pour violoncelle (1986)
- Britten Sonate pour violoncelle (1988)
- Prokofiev Ballade (1988)
- Shostakovich Sonate pour violoncelle (1988)
- Fauré Elegie (1990)
- Stanford Sonate pour violoncelle No.2 (1991)
- Delius Caprice and Elegy (1993)
- Holst Invocation (1993)
- Grieg Sonate pour violoncelle (1995)
- Delius Sonate pour violoncelle (1995)
- Bruch Kol Nidrei (1998)

### Semi-classique
- Variations (album de Andrew Lloyd Webber) (en) (1978)
- Oasis (1984)
- Two Worlds (2000)

### Collections/Compilations
- Travels with my Cello (1984)
- Travels with my Cello Vol.2 (1986)
- Cello Song (1993)
- English Idyll (1994)
- Cradle Song (1995)
- Cello Moods (1998)
- Elegy (1999)
- Lloyd Webber Plays Lloyd Webber (2001)
- Celebration (2001)
- Made in England (2003)
- Unexpected Songs (2006)
- Romantic Cello Concertos (2009)
- Fair Albion - Musique de Patrick Hawes (2009)
- The Art of Julian Lloyd Webber (2011)
- Evening Songs (2012)

### Premières performances
- Vladimír Godár, Hellenic Centre, Londres, avril 1994